# Petrus Jacobus Joubert

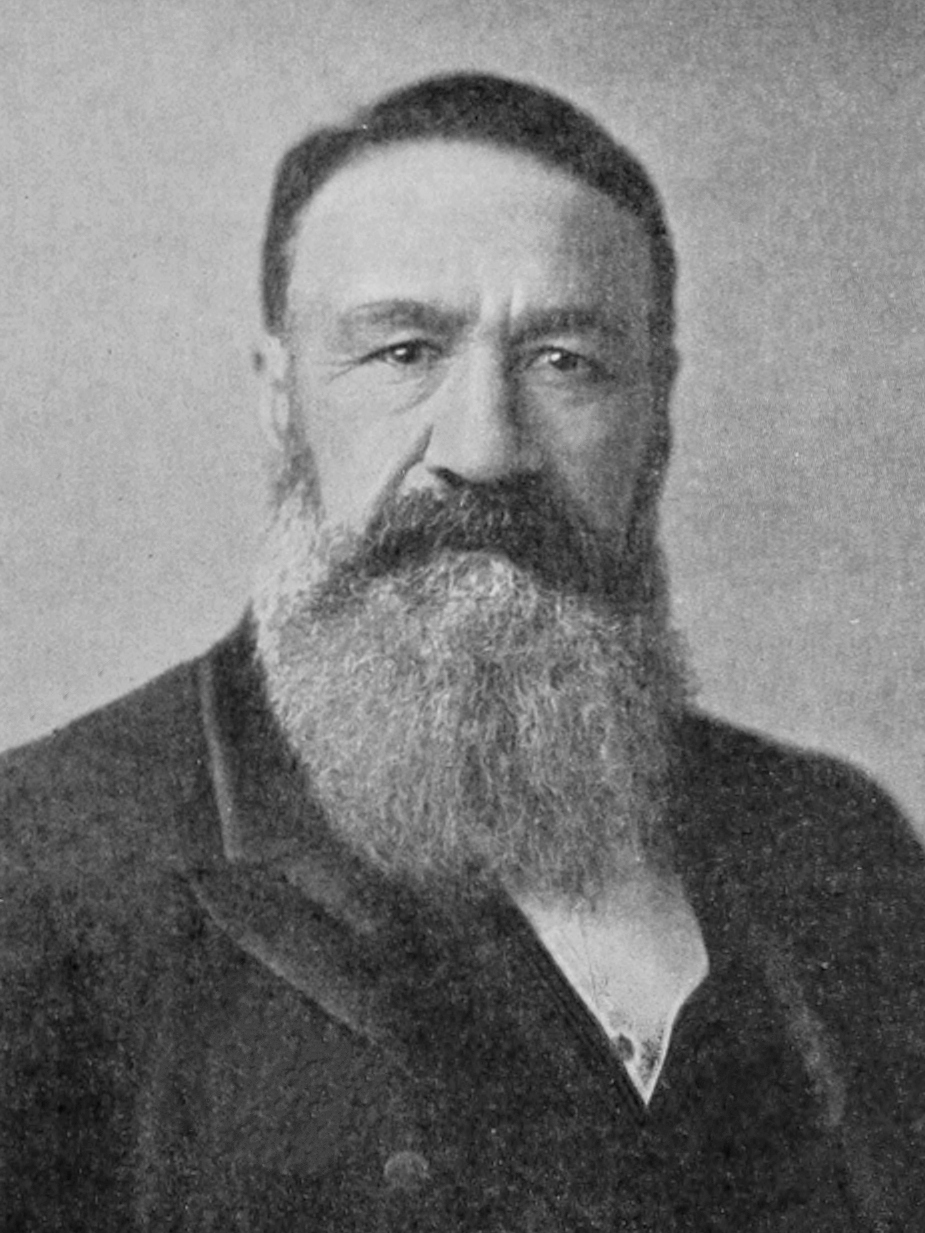
Petrus-Jacobus Joubert

Petrus Jacobus „Piet“ Joubert (* 20. Januar 1834 in Cango, Distrikt Oudtshoorn, Kapkolonie; † 28. März 1900 in Pretoria) war ein südafrikanischer Burengeneral und Generalkommandant der Südafrikanischen Republik von 1880 bis 1900.

## Leben
Joubert stammte aus einer französischen Hugenottenfamilie, die kurz nach dem Widerruf des Edikts von Nantes (23. Oktober 1685) nach Südafrika geflohen war.
Früh schon Waise, siedelte er nach Transvaal über, wo er sich im Wakkerstroom-Distrikt, nahe Laings Nek und dem nordöstlichen Winkel von Natal, niederließ. Dort führte er mit großem Erfolg eine Farm und widmete sich dem Studium der Rechte. Seine Klugheit als Farmer und in Rechtsangelegenheiten führten schließlich in den frühen 1860er Jahren dazu, dass er als Vertreter für Wakkerstrom in den Volksraad gewählt wurde. Marthinus Pretorius war zu dieser Zeit in seiner zweiten Amtszeit als Präsident.
1870 wurde er wiedergewählt und später zum Attorney General der Republik ernannt. 1875 amtierte er während der Abwesenheit T. F. Burgers’, der sich auf einer Europareise befand, auch als Präsident.
Während der ersten britischen Annexion Transvaals erwarb sich Joubert den Ruf eines konsequenten und unversöhnlichen Gegners der Besetzung. Er weigerte sich, sein Amt unter der Besatzung weiter auszuüben. Statt einen einträglichen Posten anzunehmen, den man ihm angeboten hatte, übernahm er eine führende Rolle in der Opposition. Er war eine der Triebfedern der antibritischen Agitation, die schließlich zum Ersten Burenkrieg (1880/81) führte. Er wurde Oberbefehlshaber der Streitkräfte und Mitglied des Triumvirats, das die 1880 in Heidelberg gegründete provisorische Burenregierung führte.
Joubert kommandierte die Burentruppen bei Laings Nek, Ingogo und Majuba Hill und führte danach die Friedensverhandlungen, die zur Konvention von Pretoria führten. 1883 war er Kandidat für die Präsidentschaft von Transvaal, unterlag aber Kruger mit 1171 zu 3431 Stimmen. 1893 war er als Vertreter des fortschrittlicheren Flügels der Buren wieder Krugers Gegenkandidat. Nach einem knappen Stimmenvorsprung wurde Kruger zum Wahlsieger erklärt, obwohl es Hinweise darauf gab, dass seine Agenten die Wählerverzeichnisse manipuliert hätten. Joubert protestierte zunächst, willigte dann aber in Krugers zweite Präsidentschaft ein. 1898 kandidierte er erneut, aber der Jameson Raid 1896 hatte Krugers Popularität so gesteigert, dass Joubert mit 2001 zu 12.858 Stimmen erneut unterlag.
Jouberts Position war durch den Vorwurf des Verrats und der Sympathie mit den Uitlanders geschwächt und so nahm er an den Verhandlungen nur geringen Anteil, die schließlich 1899 zum Ultimatum Krugers an das Vereinigte Königreich führten. Obwohl er nach dem Ausbruch der Feindseligkeiten sofort nominell den Oberbefehl übernahm, überließ er wegen seines Mangels an Entschlossenheit und Durchsetzungsvermögen, der ihm schon in früheren Jahren den Beinamen „Slim Piet“ eingebracht hatte, die tatsächliche Führung der militärischen Operationen doch anderen.
Krankheit und körperliche Schwäche führten im weiteren Verlauf des Krieges dazu, dass Joubert seine Aufgabe faktisch nicht mehr wahrnehmen konnte. Obwohl er noch zwei Tage zuvor als Oberbefehlshaber genannt wurde, starb er am 28. März 1900 in Pretoria an Peritonitis.